# LPG-Kuchen

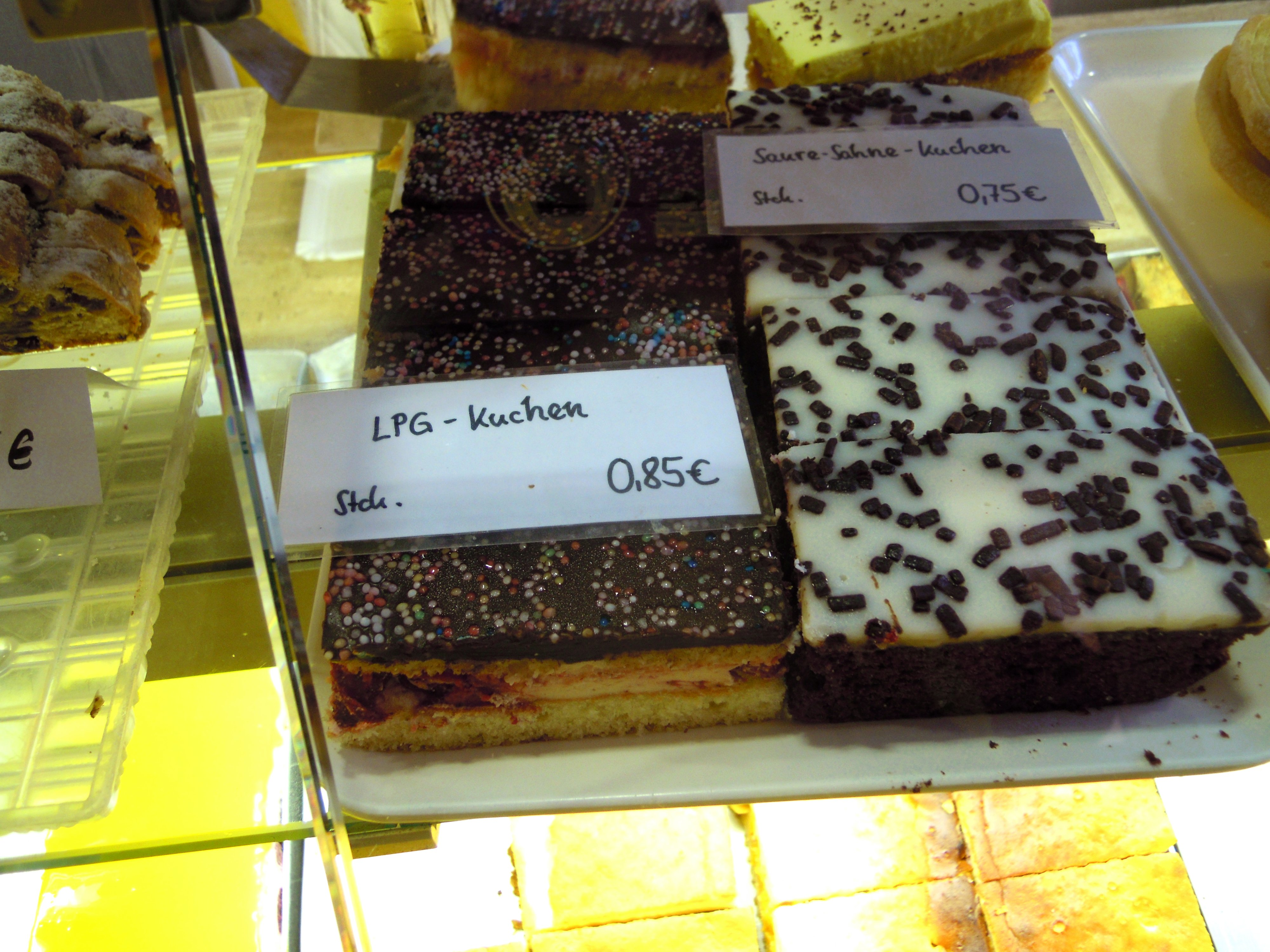
LPG-Kuchen der Bäckerei Brychcy, Gotha Hauptmarkt

LPG-Kuchen ist ein Blechkuchen aus Ostdeutschland. Es handelt sich um einen Schichtkuchen, dessen unterste Schicht aus einem Teig aus Mehl, Eiern, Margarine und Zucker besteht. Dieser Teig wird zunächst gebacken und danach mit einer dicken Schicht aus Buttercreme bestrichen. Darüber folgt eine Schicht aus Butterkeksen, welche zuvor in Weinbrand getränkt wurden. Als oberste Schicht schließt ein Schokoladenguss den Kuchen ab.
Benannt wurde der Kuchen nach den Landwirtschaftlichen Produktionsgenossenschaften (LPG) in der DDR. Er besteht nur aus einfachen Zutaten, die in der DDR immer verfügbar waren und hat einen hohen Energiegehalt. Erfunden wurde der Kuchen möglicherweise um 1965 in Thüringen.